# PolyWorks
PolyWorks ist ein kommerzielles Softwarepaket zur Verarbeitung und Auswertung optisch digitalisierter, dreidimensionaler Daten und wird seit 1994 von der kanadischen Firma InnovMetric Software Inc. aus Quebec, Kanada entwickelt. Sie findet überwiegend in den Bereichen Reverse Engineering, Design, Qualitätssicherung (insbesondere Erstbemusterung), Digital Manufacturing, Rapid Prototyping, Kulturgüterarchivierung sowie in medizinischen Bereichen Anwendung.

## Geschichte
- 1994 Marc Soucy und Esther Bouliane gründen InnovMetric Software Inc. in Montreal, Quebec, Kanada.
- 1996 PolyWorks|Modeler wird erstmals veröffentlicht
- 2000 PolyWorks|Inspector wird erstmals veröffentlicht
- 2018 PolyWorks Metrology Suite und PolyWorks Collaborative Suite werden erstmals vorgestellt

## Software-Pakete
Die PolyWorks Software ist modular aufgebaut. Die einzelnen Module lassen sich verschiedenen Software-Paketen zuordnen.

### PolyWorks Metrology Suite

#### PolyWorks|Inspector
PolyWorks|Inspector liest, verarbeitet und vergleicht dreidimensionale Messdaten. Mittels direkter Schnittstellen zu Laserscannern, Koordinatenmessmaschinen, handgeführten taktilen Messgeräten, photogrammetrischer Systeme sowie speziellen Röntgen- und CT-Geräte, können hochauflösende 3D-Punktwolken importiert werden. PolyWorks|Inspector bietet die Möglichkeit die aufgenommenen Daten zu analysieren oder mit „Computer Aided Design“-Konstruktionsdaten zu vergleichen. Somit kann z. B. die Qualität von Bauteilen und Werkzeugen überwacht werden. PolyWorks|Inspector wird für die Analyse von Polygonnetzen und Punktwolken, Ausrichtungen von Messdaten, Soll-Ist-Vergleiche, Spalt-Bündigkeitsmessungen, Automatisierbare Prüfabläufe, Statistische Prozesskontrolle / Varianzanalyse und Funktionen zur Messreporterstellung verwendet.

#### PolyWorks|Inspector Probing
PolyWorks|Inspector Probing ist eine Abwandlung des PolyWorks Inspectors, speziell auf die taktile Messtechnik zugeschnitten. Die Anwendung unterstützt die Prozessanforderungen an die Messung und Inspektion von Regelgeometrien und bietet Plug-In-Schnittstellen zu handgeführten, taktilen Messgeräten.
| Modulname                                      | Beschreibung |
| ---------------------------------------------- | --- |
| Es gibt die folgenden optionalen Zusatzmodule: | |
| Airfoil Gauge (Turbinenschaufelwerkzeug)       | Eignet sich für die Analyse und Bemaßung von Flügel-, Propeller- und Turbinenschaufelprofilen. Es leitet aus vordefinierten Schnitten alle relevanten Parameter ab. Best-Fit-Ausrichtungen von Soll- und Ist-Profilen in vordefinierten Schnittebenen. |
| Importmodule für CAD Dateien                   | Neben den Standard CAD-Formaten IGES, STEP, SAT und Parasolid gibt es folgende optionale CAD-Importmodule: CATIA V4 und V5, Inventor, Pro/E, Creo, SolidWorks, Siemens NX (ehemals UG), VDA-FS, OpenJT (UGS).                                          |

#### PolyWorks|Modeler
Softwarepaket für die Verarbeitung von Punktwolken, Netzgenerierung, Netzoptimierung und Flächenrückführung. Das PolyWorks|Modeler Paket eignet sich für die Erstellung gleichmäßiger polygoner Modelle und NURBS-Oberflächen aus Punktwolken mit hoher Dichte. Die Software bietet eine polygone Modellerzeugung für strikte polygone Produktionsanwendungen, wie beispielsweise Fräsmaschinen mit 3 oder 5 Bewegungsachsen, Aerodynamik-Simulationen und digitale Überprüfung. Außerdem lassen sich in PolyWorks|Modeler aus diesen Polygonnetzen mithilfe eines Best-Fit Verfahrens NURBS-Flächen erstellen. Der PolyWorks|Modeler deckt somit den Aufgabenbereich der Flächenrückführung als Teil des Reverse-engineering-Prozesses ab und besteht aus den folgenden Modulen:
| Modulname                                      | Beschreibung |
| ---------------------------------------------- | --- |
| PolyWorks\|Modeler                             | Zusammenfügen mehrerer ausgerichteter Scanaufnahmen und Vernetzung zu einem Polygonmodell. Nach- und Weiterverarbeitung, Optimierung und Modellierung von Polygonnetzen. |
| Es gibt die folgenden optionalen Zusatzmodule: | |
| NURBS Flächenrückführung                       | Fitten und Optimieren von NURBS Flächen sowie die hybride Modellierung aus vernetzten CAD-Daten und Polygonnetzen.                                                       |

#### PolyWorks|IMAlign
Verknüpft einzelne Scan-Punktwolken zu einem Gesamtmodell, um aufgenommene Daten während des Digitalisierungsprozesses zu reduzieren.

#### PolyWorks|IMMerge
PolyWorks|IMMerge dient der Vernetzung von Punktewolken aus IMAlign-Projekten.

#### PolyWorks|Reviewer
PolyWorks|Reviewer ist eine lizenzfreie Software zur Visualisierung von Projekten, die mit der Software PolyWorks|Inspector bearbeitet wurden. Um Reviewer zu nutzen, wird keine PolyWorks Software-Installation benötigt.

### PolyWorks Collaborative Suite
Vernetzen von Mensch, Maschine und Software:
- DataLoop
- PMI+Loop